# Fångarnas dilemma

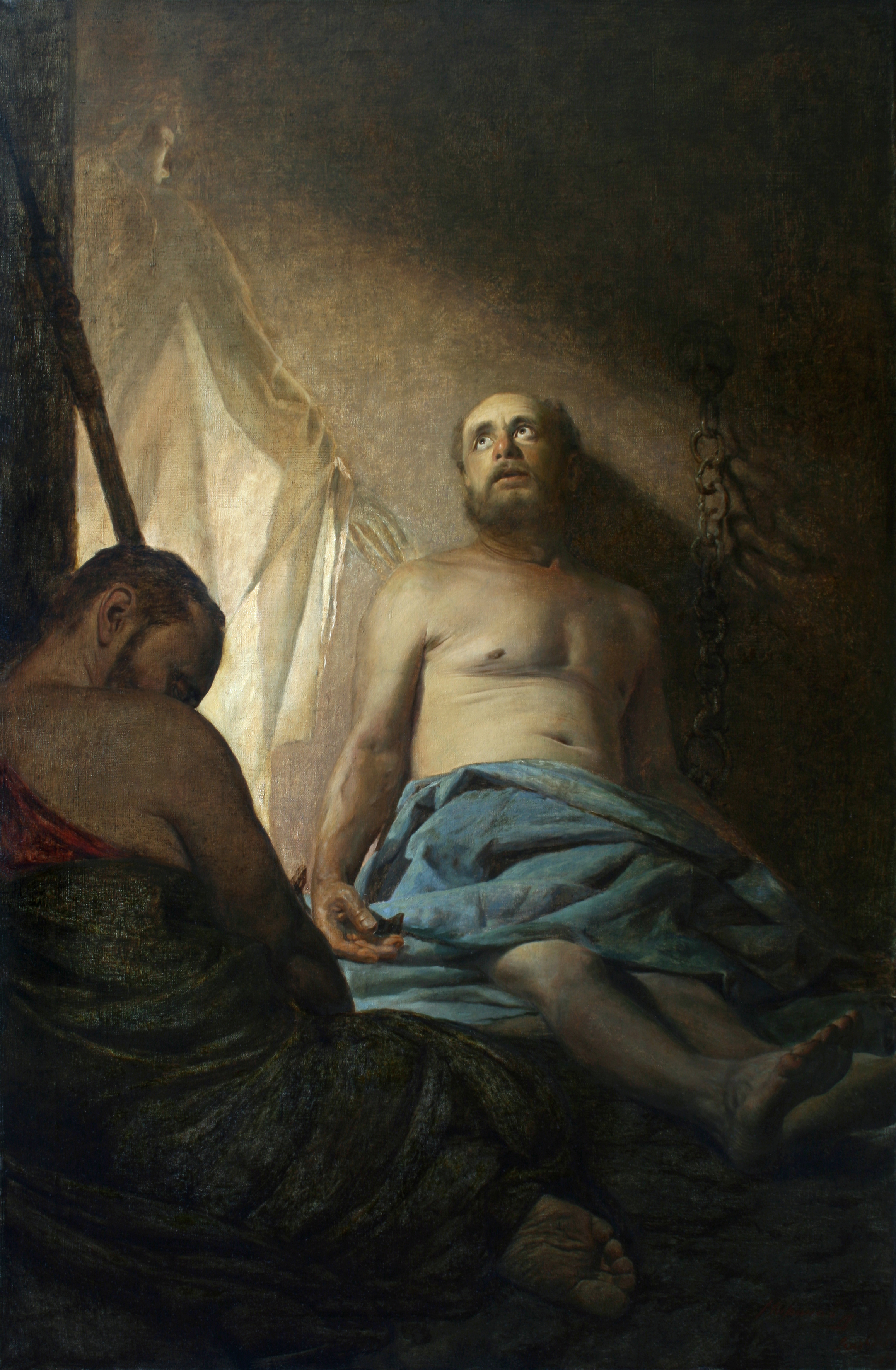
Petrus i fångenskap, målning av Andrei Mironov.

Fångarnas dilemma är inom spelteori ett känt exempel på ett spel för två personer, där det tillhör kategorin icke-nollsummespel. Den matematiska versionen av spelet skapades ursprungligen av Merrill Flood och Melvin Dresher när de arbetade vid den amerikanska tankesmedjan Rand Corporation på 1950-talet. Det var dock matematikern Albert W. Tucker som gav spelet dess namn och som hittade på exemplet med fångarna när han ville formulera en mer populär och lättförståelig version av Floods och Dreshers resultat.

## Det klassiska exemplet
Två fångar, A och B, som tillsammans begått ett brott ställs var och en inför ett val: att vittna mot sin medbrottsling, eller att tiga. Om A vittnar mot B och om B håller tyst, blir A frikänd och B får ett 10-årigt fängelsestraff. Omvänt gäller samma sak om B vittnar mot A. Om varken A eller B vittnar får de båda ett fängelsestraff på 6 månader. Om de vittnar båda två får de 2 års fängelse var. Båda fångarna måste göra ett val, men de vet inte vad den andre kommer att välja. Vad kommer att hända?
De olika utfallen i fångarnas dilemma ser ut som följer:
|               | A håller tyst         | A vittnar             |
| ------------- | --------------------- | --------------------- |
| B håller tyst | Båda får 6 mån.       | A friges, B får 10 år |
| B vittnar     | B friges, A får 10 år | Båda får 2 år         |

Ett antagande är att både A och B bara bryr sig om att minimera sin egen tid i fängelse. Det finns alltså inget motiv för vare sig A eller B att hjälpa sin kumpan som bygger på lojalitet eller bestraffning utanför fängelset av andra gängmedlemmar eller liknande. Vidare antas att fångarna inte har något sätt att kommunicera, och att de inte på förhand känner till den andres val. Fångarna antas också ha fullständig kunskap om spelets förutsättningar.
Problemet ligger i att oavsett hur den andre fången agerar, är det rationellt att vittna. Alltså vittnar båda fångarna, och båda får ett fängelsestraff på 2 år, vilket är ett sämre utfall än om de hade samarbetat och hållit tyst.
Också om man ser till den sammanlagda strafftiden är båda fångarnas bästa val att samarbeta, eftersom detta skulle minimera den totala tiden i fängelse. Alla andra resultat skulle försämra det sammanlagda resultatet.

## Upprepat spel
Vid upprepat spel förändras spelets dynamik markant. Det går då att tala om "metastrategier", där spelarna väljer allmänna principer för att välja strategier, till exempel att alltid samarbeta, eller att samarbeta varannan gång. Den amerikanske statsvetaren Robert Axelrod anordnade i början av 1980-talet en datorspelsturnering som bygger på fångarnas dilemma, där deltagarna fick skicka in bidrag i form av metastrategier. Det visade sig att den metastrategi, som klarade sig bäst, var "öga för öga", som innebär att spelaren börjar med att samarbeta, och sedan upprepar det drag som motspelaren gjorde i föregående spelomgång. På så sätt kommer spelare som inte samarbetar att själva bli bestraffade, men kan bli förlåtna om de återgår till att samarbeta.
Senare empirisk forskning har i huvudsak bekräftat och utvecklat Axelrods resultat. Bland annat har man funnit, att rykte spelar en viktig roll då spelarna spelar spelet upprepade gånger, men hela tiden möter nya motspelare: om motspelarna får kunskap om spelarens tidigare strategi kan de bättre upptäcka om spelaren försöker lura dem.
Ett exempel från verkliga livet kan vara auktionssajter på Internet. Om en person vill sälja en vara till en annan person för pengar, hamnar de i ett fångarnas dilemma och inget köp blir av om de handlar rationellt: det ligger i säljarens intresse att inte skicka varan, och det ligger i köparens intresse att inte skicka några pengar, i synnerhet om ingen av dem med säkerhet kan identifieras då deras identitet döljs av användarnamn. Men eftersom tidigare bytespartners kan lägga upp rapporter på nätet om hur personerna har agerat vid tidigare transaktioner får båda parterna kunskap om hur motparten har agerat tidigare, och de blir måna om att framstå i en positiv dager och samarbeta, om de har tänkt sig att handla med andra i framtiden. Deras rykte föregår dem, och för att bevara sitt rykte kommer de att samarbeta.